# Oude en Nieuwe Kade
De  Polder Oude en Nieuwe Kade was een polder en waterschap in de gemeente Nissewaard (voorheen Zuidland en Abbenbroek, daarna Bernisse) in de Nederlandse provincie Zuid-Holland.
Het waterschap was verantwoordelijk voor de waterhuishouding in de polders.

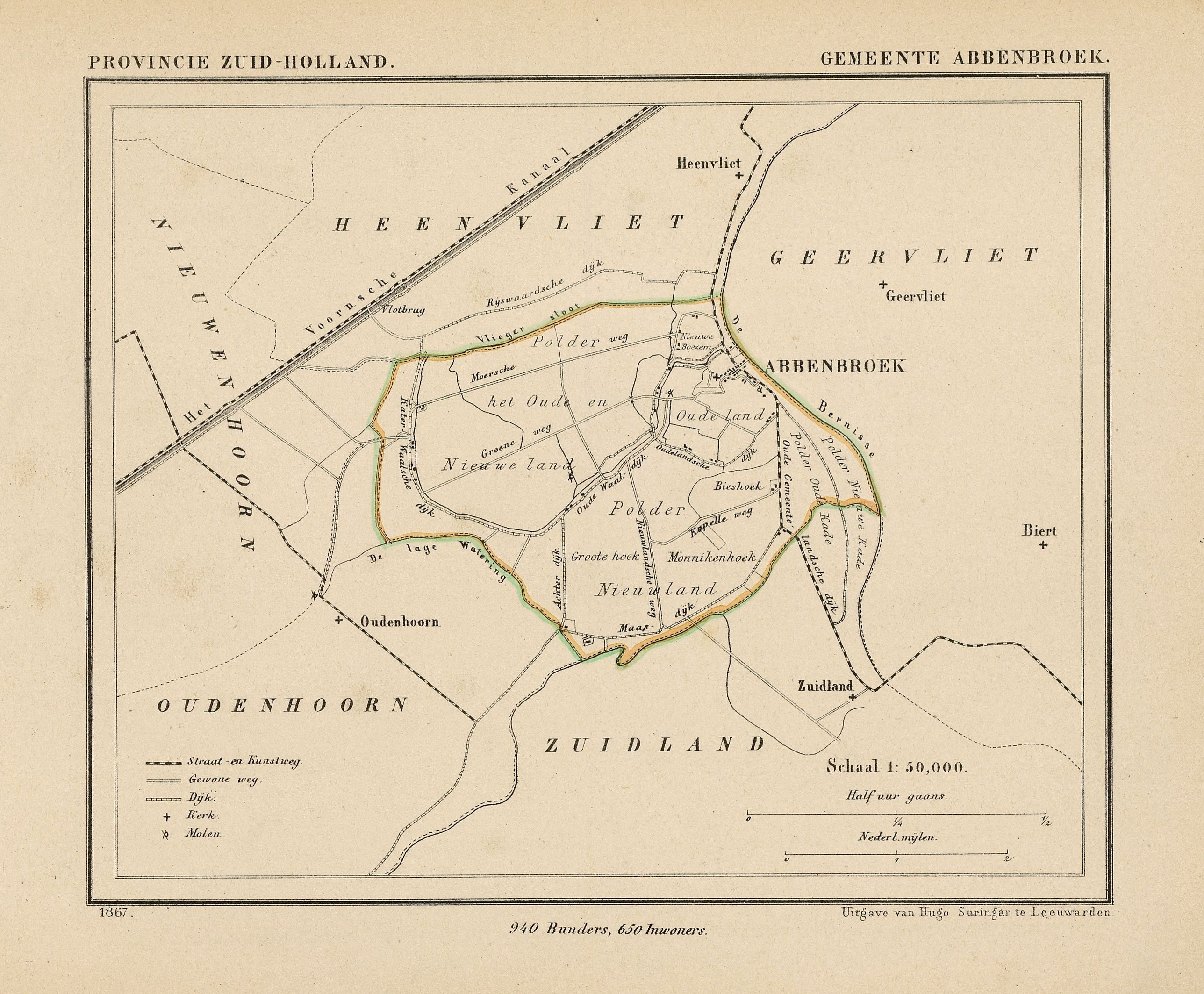
De Polder Oude Kade en de Polder Nieuwe Kade liggen naast elkaar in de voormalige gemeente Abbenbroek (kaart uit 1867).